# 波纹玉黍螺
波纹玉黍螺（学名：Littoraria undulata），是中腹足目玉黍螺科玉黍螺属的一种。主要分布于新加坡、马来西亚、印度尼西亚、韩国、中国大陆、台湾，常栖息在海浪拍打有岩石的地方或流木上。